# Ніконоров Антон Олександрович
Антон Олександрович Ніконо́ров (рос. Антон Александрович Никоноров; нар. 1 листопада 1986, м. Сєров, СРСР) — російський хокеїст, захисник. Виступає за «Єрмак» (Ангарськ) у Вищій хокейній лізі.
Вихованець хокейної школи «Металург» (Сєров). Виступав за «Металург» (Сєров), «Бейбарис» (Атирау).
Досягнення
- Чемпіон Казахстану (2011).